# Georgina Schwiening
Georgina Schwiening (1994) è una triatleta e maratoneta britannica specializzata nel duathlon.

## Biografia
Nel 2022 ha rappresentato l'Inghilterra ai Giochi del Commonwealth piazzandosi in undicesima posizione nella maratona con un tempo di 2h40'09".

## Palmarès
- Mondiali duathlon

Fionia 2018: bronzo nell'individuale.